# Rose mystique

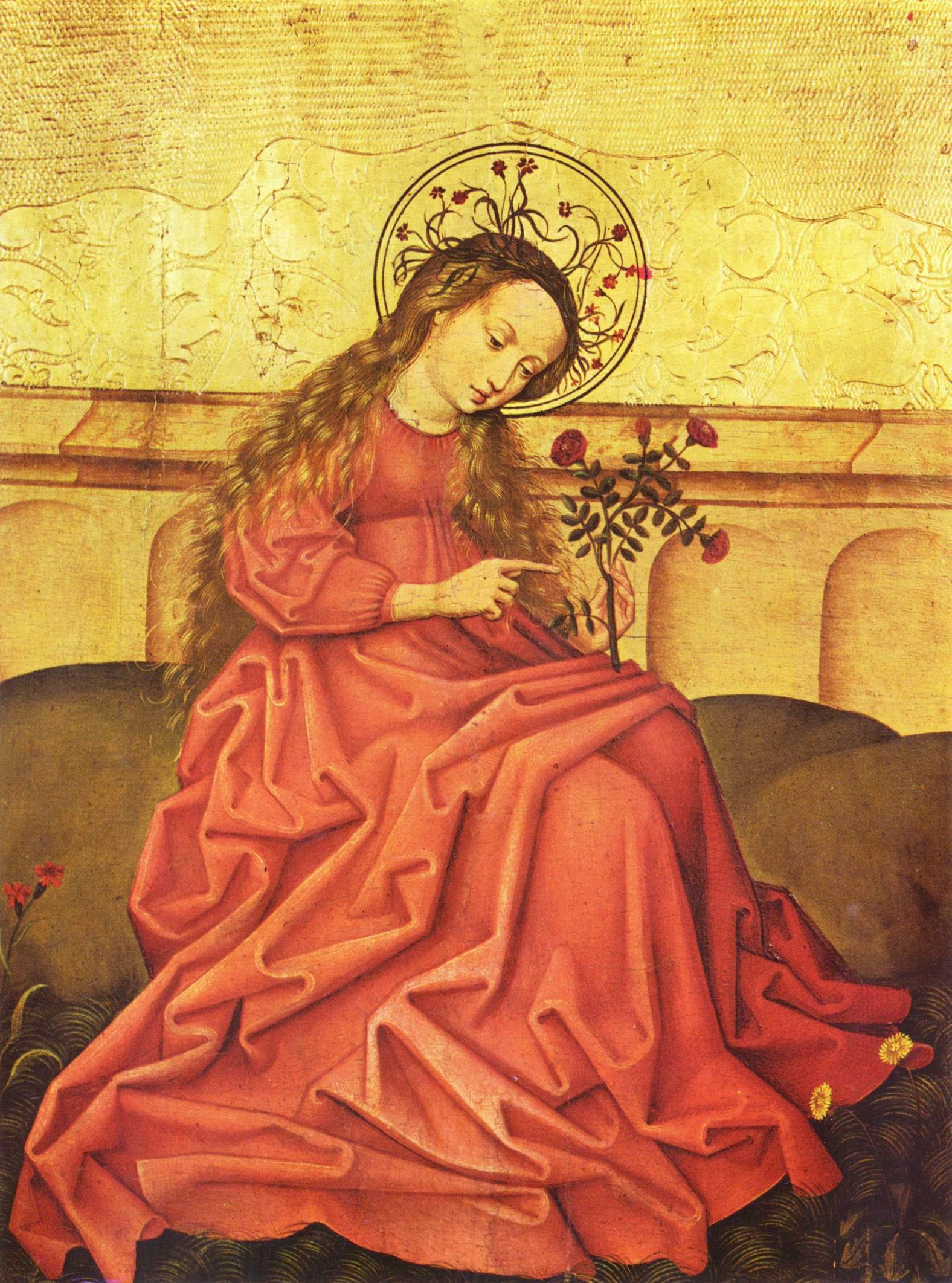
Vierge au jardinet, Maître rhénan anonyme, Musée de l'Œuvre Notre-Dame

Rose mystique (latin : rosa mystica, du grec μυστικός / mystikós, formé sur μυστός / mystós, qui signifie initié [à des mystères / singulier mystèrion / μυστήριον], est un des nombreux vocables sous lesquels la Vierge Marie est invoquée dans les Litanies de Lorette, une prière populaire dans l'Église catholique romaine. Ce vocable a son origine dans les écrits des Pères de l'Église des premiers siècles du christianisme.
La rose, blanche, rose ou rouge, par sa couleur symbolise le Mystère de l'Incarnation ; Rosa sine spina, Rose sans épines, expression employée par saint Bernard, puis par des poètes et des musiciens, comme Flos florum, fleur d'entre les fleurs, avait un sens théologique précis qui, après des siècles, aboutit au dogme catholique romain de l'Immaculée Conception. Flos Florum, elle seule selon le dogme de l'Assomption est au Ciel avec son Corps mystique, ou glorieux, Fleur mystique parmi les fleurs du Paradis. Flos Carmeli, Fleur du Carmel évoque les liens de la Vierge Marie avec la Mystique : Rose de Saron, rose du Carmel, les fiançailles, les Noces de Dieu avec l'Église et la Vierge Marie.

## Le symbolisme de la rose
La rose, le rosier et la couronne de roses sont des symboles du paradis chez les premiers chrétiens. Dans Les actes de sainte Perpétue, « les martyrs sont reçus dans le verger céleste sous un rosier... se nourrissant à satiété de parfums inénarrables ». L'évêque de Poitiers Venance Fortunat écrit dans son poème Le Jardin de la reine Ultrogothe : « Ici l'éclatant printemps fait pousser un gazon verdoyant et répand les parfums des roses du paradis... ».
Au XIXe siècle, l'abbé Martigny cite le marbrier Sabinianus ornant la tombe du pape et martyr Romain Alexandre Ier sur la Via Nomentana de roses avec au centre l'inscription : Ton âme repose dans le bien par excellence.

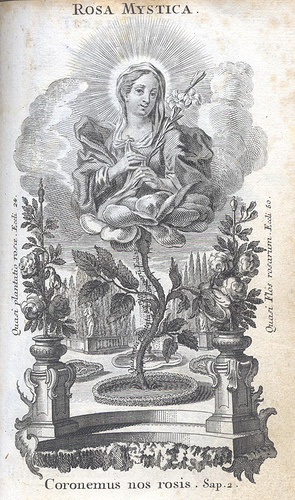
Image Frères Klauber, 1781.

Marie est évoquée dans l'Église catholique comme Rose mystique (du grec μυστικός / mystikós, mystérieux, caché) dans les Litanies de Lorette depuis le XVIe siècle ; mais l'usage courant de ce nom de Fleur (Flos) ou de Rose (Rosa) pour la vénérer est en réalité bien plus ancien et remonte au moins au XIe siècle, si ce n'est bien avant, puisque saint Bernard la qualifiait déjà ainsi. « Fleur des fleurs, Rose mystique, Rose de Saron, Rose sans épines, Rose de Jéricho, Jardin clos », sont autant de noms de la Très Sainte Vierge dans la liturgie catholique. Dans l'hymnologie orthodoxe, elle est appelée [la] Rose immarcescible (Ῥόδον [τὸ} Ἀμάραντον / Ródon to Amáranton).
En 1626, on l'appelle « Belle Rose », fleur dont l'odeur agréable ressuscite les morts. En 1701, on l'appelle « Rose Mystérieuse », rose toujours épanouie, rose cachée, rose naissante, rose odoriférante, ayant fleuri en Égypte et en Judée, des rites juif et chrétien, à la fin de l'Ancien et au début du Nouveau Testament, rose sacrée, rose délicieuse.
«  Vous passez le miel en douceur
Votre beauté, votre splendeur,
Ne cèdent qu'aux beautés divines.
De la Rose le coloris,
Des Lis les feuilles argentines,
Devant vous perdent tout leur prix  »
— Saint Bonaventure
Les chrétiens reconnaissent l'Annonciation relatée dans l'Évangile de saint Luc comme le point de départ du Salut ; Marie y étant décrite comme « pleine de grâces » et saluée ainsi par l'archange Gabriel. C'est-à-dire qu'en elle, explique saint Louis-Marie Grignion de Montfort, sont réunies toutes les grâces et vertus « odoriférantes », sans exception. De même que la rose est la plus belle des fleurs, de même Marie est-elle la plus belle des femmes : « tu es bénie entre toutes les femmes et le fruit de ton ventre, Jésus, est béni ».
«  Il est dit de Marie, dans les saintes Écritures, qu'elle fut le jardin fermé de Dieu (hortus conclusus). C'est dans ce jardin, dit saint Bernard, que le Seigneur planta toutes les fleurs qui ornent l'Église, entre autres la violette de l'humilité, le lys de la pureté, et la rose de la charité. La rose est vermeille ; c'est pour cela que « Marie est appelée rose, à cause de l'ardente charité dont son cœur fut toujours enflammé envers Dieu et envers nous; car la couleur vermeille, ou de feu, indique l'amour ou la charité.  »
— Migne, Encyclopédie Théologique

### Église orthodoxe

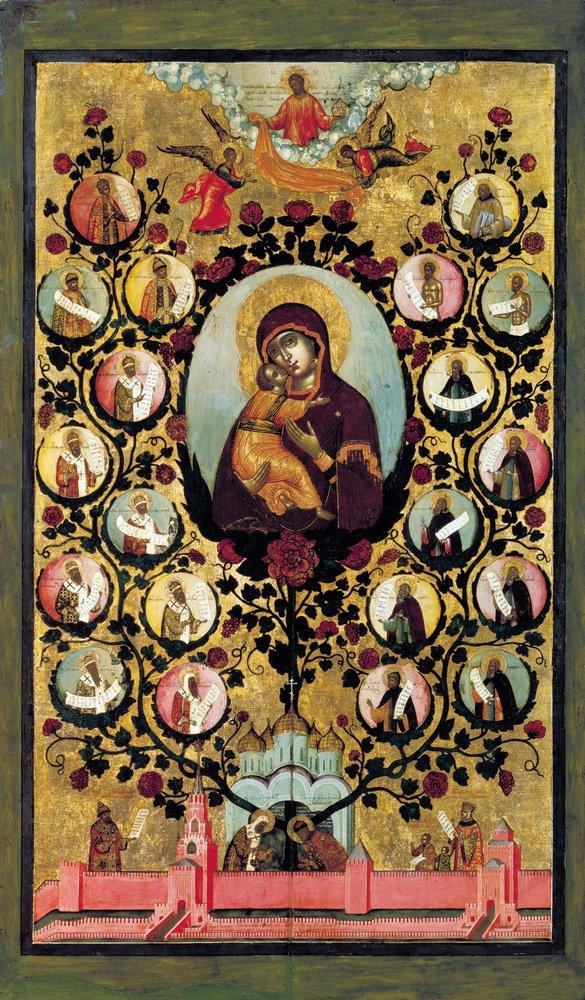
Simon Ouchakov, l'arbre de l'état russe

Dans l'Église orthodoxe, on peut entendre : « Chantons, fidèles, la Gloire de l'Univers, la Porte du Ciel, la Vierge Marie, Fleur de la race humaine et Génératrice de Dieu, Celle qui est le Ciel et le Temple de la Divinité, Celle qui a renversé les bornes du péché, Celle qui est l'affermissement de notre foi. Le Seigneur qui est né d'Elle combat pour nous. Sois plein d'audace, ô Peuple de Dieu, car Il a vaincu les ennemis, Lui est Tout-Puissant »  (Dogmatique du premier ton, Octoèkhos) L'Hymne acathiste dit : « Réjouis-toi Fleur de l'Être inaltérable de Dieu ».
Mais en même temps pour l'Église orthodoxe russe, Marie est comparable à d'autres femmes ou plutôt d'autres femmes lui sont comparables grâce au baptême : il n'y a pas de dogme de 
l'Immaculée Conception ni privilège marial aussi fort. Aussi cette expression rose sans épines est-elle appliquée, dans la littérature russe, à des personnes « vertueuses », mais qui ne sont pas la Vierge Marie, comme dans l'ode à Félitsa de Gavrila Derjavine (1782), par opposition au vice.
Une icône russe célèbre, Notre-Dame Joie des Affligés, représente la Vierge Marie dans un jardin de fleurs, tenant une fleur (une rose ?) à la main et, de cet Éden céleste, protégeant les hommes sous son manteau. Une autre icône de Simon Ouchakov représente Marie sur une rose rouge, croissant comme un rosier au-dessus de la ville de Moscou (cf Illustration à droite).
Le  Mont-Athos voulu par la Mère de Dieu (Théotokos) est appelé « le Jardin de la Vierge », et la rose en est un symbole en enluminure.

### Église catholique romaine
Une ancienne prière qui remonte au XIIIe siècle appelle Jésus son enfant « Fleur d'une Mère Vierge » ( Jhesu Flos matri virgini). « Jésus de douce mémoire », et « Jésus fleur d'une Mère Vierge » : ces deux qualificatifs que l'on trouve au début de deux  hymnes du XIIIe siècle furent réunis par la suite en un seul dans la prière du Rosaire, couronne de roses et de fleurs : dans les textes anciens, la rose et la fleur sont d'abord l'Enfant Jésus. Peu à peu naît l'idée qu'on ne peut parvenir à Dieu le Fils qu'en priant sa Mère ; c'est ainsi que la Fleur est devenue la Vierge Marie elle-même, qui L'a conçu en son sein…
Fulbert, évêque de Chartres, composa en 1007 pour la fête de la Nativité de la Vierge (8 septembre), cet Introït :
« Stirps Jesse virgam produxit virgaque florem, et super hanc florem requiescit spiritus almus virgo, Dei genitrix, virga est, flos, filius ejus ».
« De la souche de Jessé a poussé une tige, et de la tige une fleur, et sur la fleur l’Esprit fécond s’est reposé. La Vierge Mère de Dieu en est la tige et son Fils, la fleur ».

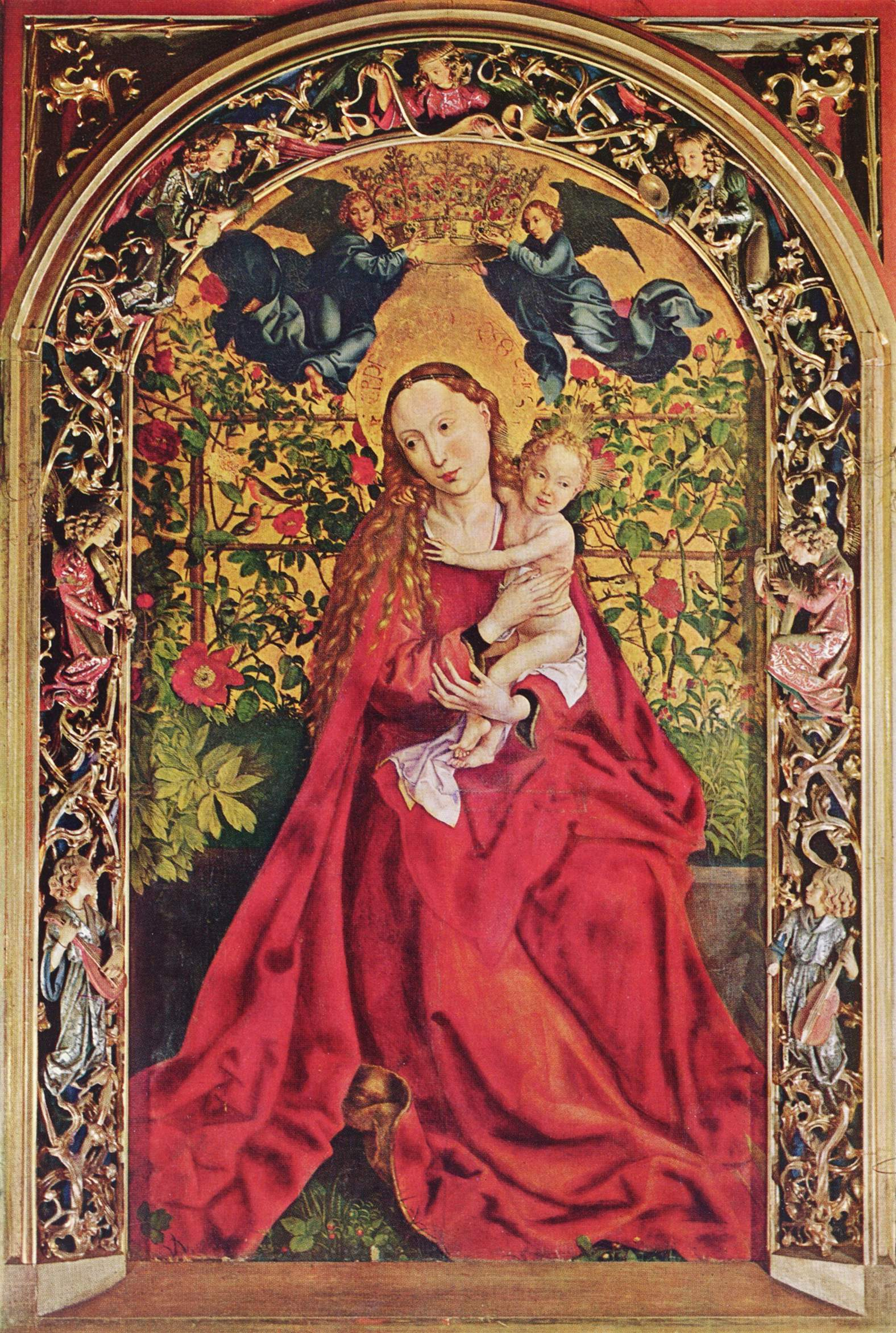
Martin Schongauer, Collégiale Saint-Martin de Colmar
Dans le nimbe d’or de la Vierge, un texte fait parler une rose : « Me carpes genito tu quoque o Sanctissima Virgo » : « Tu iras, toi aussi, me cueillir (pour ton fils), ô très Sainte Vierge » - Antienne de la Fête du Saint-Rosaire « Les filles de Sion l'ont vue comme un rosier couvert de fleurs, et ils l'ont proclamée bienheureuse. »

Puis ce fut Marie seule. Dans les « Litanies » de la Vierge on lit : « Vas spirituale, Vas honorabile, Vas insigne devotionis. Rosa mystica » S'inspirant des écrits des Pères de l'Église, des poètes franciscains ont repris cette métaphore de la rose, comme saint Bonaventure, ou ont ensuite paraphrasé et expliqué les litanies écrites par un pape franciscain, Martial de Bruges. Par la suite, les poètes n'ont pas manqué de remarquer l'aspect poétique de ces litanies, rose mystique, tour d'ivoire, maison d'or. Ces poètes laïcs ont repris cette expression, principalement au XIXe siècle, par exemple, Rimbaud, Leconte de Lisle ou Milton.
Le rosier en tant qu'épineux évoque aussi la couronne du Christ faite d'épines. Le Pater était symbolisé par la rose rouge et l'Ave par la rose blanche et les cinq roses rouges des cinq pater associées parfois aux Cinq-Plaies du Christ. Chez les chrétiens irlandais, la rose rouge était symbole du martyre du sang. Un auteur affirme que Marie est comparée à une rose vermeille, dont la couleur est assortie au manteau rouge du Christ durant sa Passion : À Colmar, un tableau de la Vierge au buisson de roses, où Marie est recouverte elle-même d'un grand manteau rouge, semble confirmer cette explication. Aussi  Leconte de Lisle célèbre-t-il Marie, Fleur du Ciel, dans le passage où Jésus rencontre sa mère, dans son long poème sur la Passion du Christ.

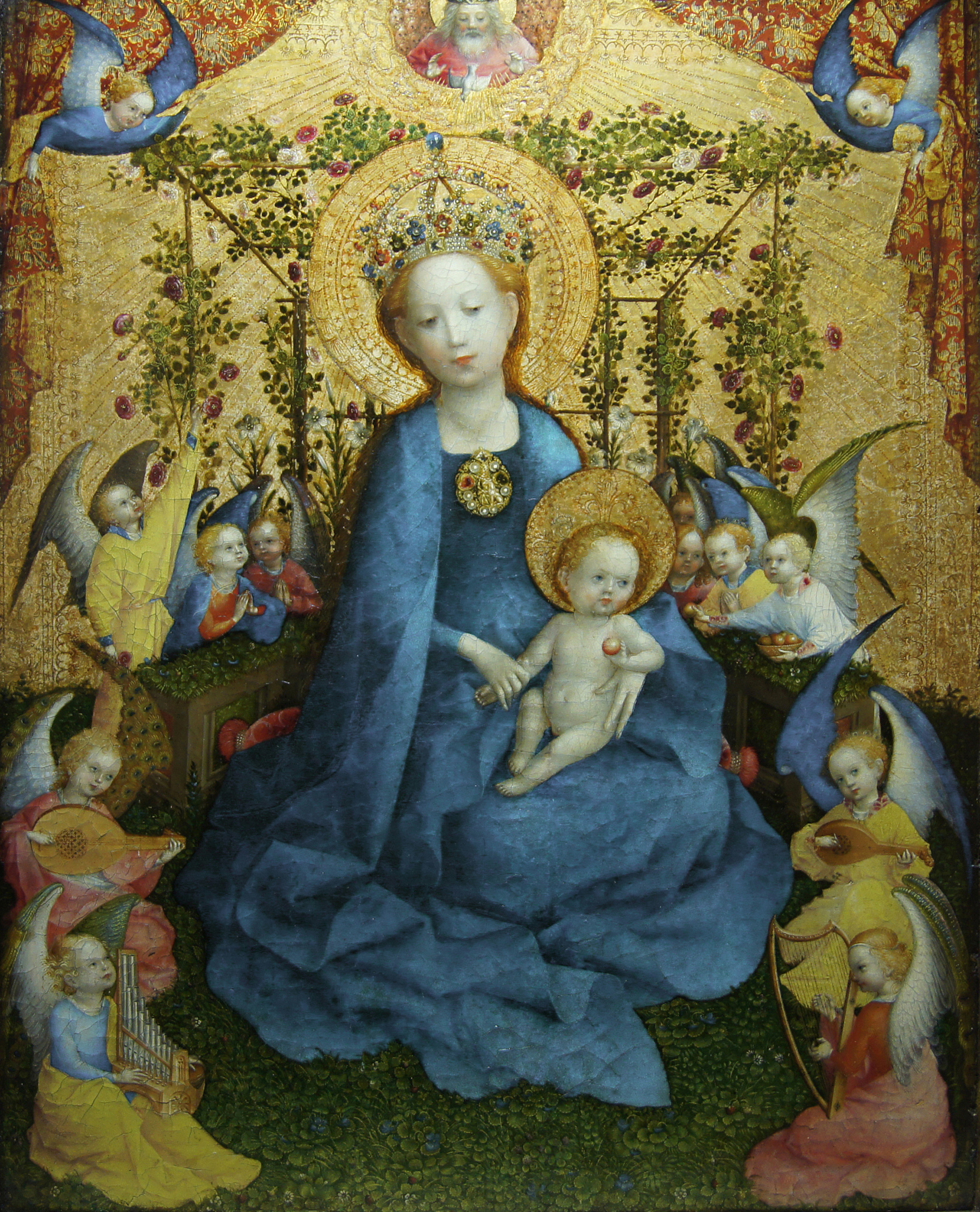
Stefan Lochner Vierge au rosier, vers 1430.

Dans la  Bible, le livre de la Sagesse et des sages, (Siracide ou Ecclésiaste, on lit ceci :  « J’ai grandi comme le palmier d’Engaddi, comme les plants de roses de Jéricho » et, dans Siracide, 39 « Écoutez-moi, fils saints, et croissez comme la rose qui pousse au bord d'un cours d'eau. Comme l'encens répandez une bonne odeur et fleurissez comme le lis ») fruit de la prière. Les roses étaient donc le symbole des vertus chrétiennes que Marie possédait toutes, les communiquant aux autres. Sophrone de Jérusalem au VIIe siècle (Sermon. de Assum apud H.) remarque que Marie est dite pleine de grâces. Cependant Marie était plus que le trésor de toutes les vertus et de toutes les grâces, plus que la Sagesse éducatrice du genre humain, plus que la piété : Elle seule était née sans le péché originel, donc comme une rose parmi les plants de roses de Jéricho, sans épines.
« En moi réside toute grâce de conduite et de vérité, toute espérance de vie et de vertu ; j’ai donné des fleurs comme le rosier planté au bord des eaux. »
Hymne : « Peuples, venez : sur ces mystères cueillez des roses ; tressez des couronnes à l'auguste Mère du bel amour » « Marie a été une rose blanche par sa virginité, vermeille par sa charité, blanche par sa chair, vermeille par l'esprit, blanche par la pratique de la vertu, vermeille par l'écrasement du vice, blanche en purifiant les passions, vermeille par l'esprit en mortifiant les appétits charnels, blanche par l'amour de Dieu, vermeille par sa compassion pour le prochain » (saint Bernard)

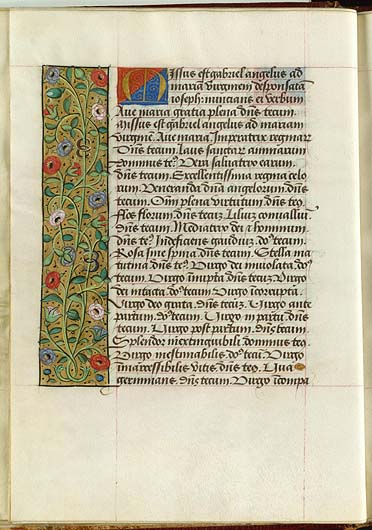
Bibliothèque Royale du Danemark Suffragia Sanctorum Horæ ad usum Romanum, France c.1490-1500 Copenhagen - The Royal Library - Ms. GkS 1612 Livre d'heures de Notre-Dame, c.1490-1500, Fleur parmi les fleurs, Rose sans épine, Flos florum, Rosa sine spina

Au XIXe siècle, les apparitions de la « chapelle miraculeuse », rue du Bac à Paris, et de Lourdes, popularisent le dogme de l'Immaculée Conception, laquelle s'exprimait au Moyen Âge, par le symbolisme de la « rose sans épines », en latin rosa sine spina.

#### La Rosa Mystica dans les apparitions de Montichiari (1947)
Un appel de Marie, "Rosa Mystica", à pratiquer une Heure de Grâce pour le monde entier le 8 décembre de 12 à 13 heures vient des apparitions de Montichiari de la Vierge Marie à Pierina Gilli (1911-1991). Si l'authenticité de ces apparitions a été longtemps contestée, 
Pierantonio Tremolada, évêque de Brescia depuis 2017 a fait de la basilique de Fontanelle di Montichiari un sanctuaire marial diocésain en se référant à la voyante. L'Heure Universelle de Grâce y sera célébrée tous les 8 décembre, à la suite de l'acte de consécration à la Vierge Marie, Rosa Mystica, Mère de l'Eglise, fait le 7 décembre 2022.

A la 7e Apparition à Pierina Gilli, le 8 décembre 1947, dans le silence, la Madone serait descendue un grand escalier blanc orné de roses blanches, rouges et dorées. Elle aurait sourit et dit : « Je suis l'Immaculée Conception ». « Je suis Marie de la grâce, c'est-à-dire la pleine de grâces, Mère de mon divin Fils Jésus-Christ ». « Par ma venue ici, à Montichiari, je souhaite être invoquée et vénérée sous le nom de « Rosa Mystica »... « Je souhaite que chaque année, le 8 décembre, à l'heure de midi, on célèbre l'Heure de Grâce pour le monde entier ».
« Par cet exercice, on obtiendra de nombreuses grâces spirituelles et corporelles. Notre-Seigneur, mon divin Fils Jésus accordera sa très grande miséricorde pour autant que les bons continueront à prier pour les pauvres pécheurs. Celui qui ne peut pas se rendre à l'église doit prier chez lui à l'heure de midi (jusqu’à 13h) et il recevra alors mes grâces ».
À ce moment la Mère de Dieu aurait montré à Pierina Gilli son Cœur et dit : « Vois ce Cœur qui aime tant les hommes, tandis que le plus grand nombre l'accable d'outrages ! Lorsque les bons et les méchants s'uniront dans une prière unanime, ils obtiendront de ce Cœur miséricorde et paix. Présentement les bons ont obtenu par moi la miséricorde du Seigneur . Celle-ci a arrêté un grand châtiment. Sous peu, on reconnaîtra la grandeur de cette Heure de grâce. J'ai déjà préparé une surabondance de grâces pour les enfants qui écoutent ma voix et qui prennent à cœur mes souhaits». La vision aurait pris fin par ces mots.

## Symbole théologique: la rose sans épines
« Avant que l'Homme ne chute, la Rose était née, sans l'Épine » (saint Ambroise, Noble Numbers). Cette phrase résume toute la théologie catholique d'une Vierge conçue par Dieu avant toute la création pour être la Mère Immaculée du Verbe.
Saint Bonaventure l'appelle ainsi, « Rose pure, rose d'innocence, rose nouvelle et sans épine, rose épanouie et féconde, rose devenue pour nous un bienfait de Dieu, vous avez été établie Reine des cieux ; il n'est personne qui puisse jamais vous être comparé; vous êtes le salut du coupable, vous êtes le soutien de toutes nos entreprises »
O Maria
Rosa decens, rosa munda,
Rosa recens sine spina,
Rosa florens et decora,
Marie née sans la tache originelle, première rachetée entre toutes les créatures : L'épithète Rose mystique est une louange à la Vierge, mais Rose sans épines a un sens théologique : cette épithète est à l'origine du dogme de l'Immaculée Conception : cela a le même sens. Marie à Lourdes se présentant ainsi  Que soy Immaculada conceptiou, Je suis l'Immaculée Conception, elle fait jaillir une source, elle sera donc la rose mystérieuse, plantée au bord d'un cours d'eau du Siracide dans la Bible, rose sans épines, rosa sine spina, c'est-à-dire née im-maculée, sans la tache originelle… 
En effet saint Basile nous apprend qu'avant le péché originel, la rose était sans épines, les épines ont été rajoutées « ensuite » pour rappeler que la douleur est proche du bien-être et sans doute pour la terre que désormais l'homme devra cultiver ! Saint Bernard au XIe siècle remarque que Nazareth signifie "Fleur" en hébreu (c'est une des étymologies possibles de ce mot) : S'il faut prier Marie, c'est qu'elle restaure l'homme ou la femme déchus par le péché originel : la couronne de roses remplace la couronne d'épines du Christ, qu'Adam et Ève avaient tressée : elle est « comblée de grâces » . Comment ne pas citer ce sermon qui explique le sens de la rose sans épines ?
« L'arche de l'alliance  fut faite en bois de Sethim, et Marie fut tirée du peuple juif, peuple couvert d'épines, rude et aride, épineux par ses péchés de détraction, rude par ses superstitions, aride parce qu'il était dépourvu de l'onction de la grâce divine. Aussi tressa-t-il une couronne d'épines pour son roi, et il brûla de rage contre lui, comme le feu qui pétille en consumant des ronces. Séthim, en effet, signifie épines. 

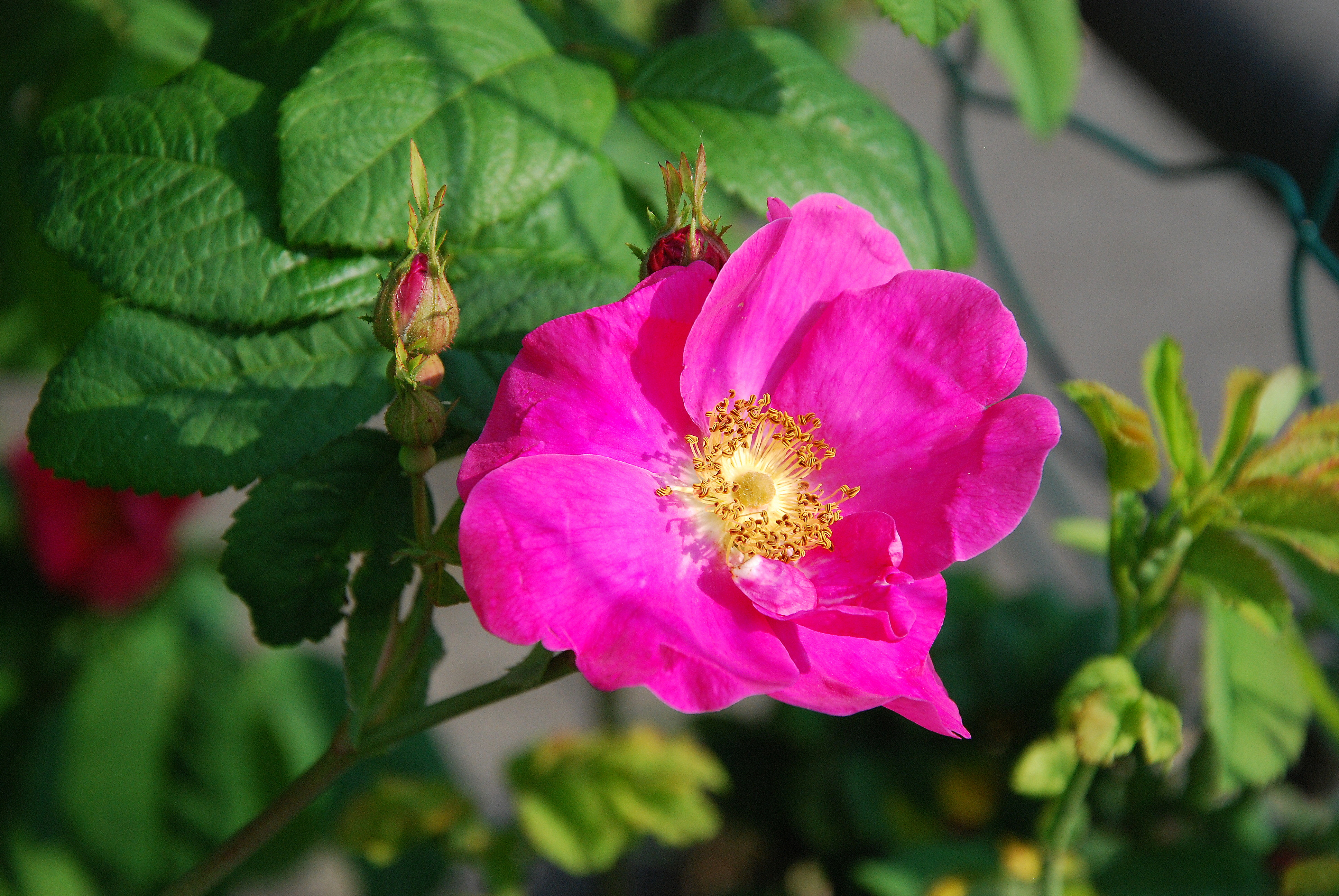
Rosa gallica L.

Dans un autre sens, Ève fut une épine, Marie une rose. Ève fut véritablement une épine, elle piqua son mari jusqu'à lui donner la mort, et elle plongea dans le cœur de tous ses enfants l'aiguillon du péché. D'où vient ce langage, de l'Apôtre : « Par un homme, le péché est entré en ce monde, et la mort, à la suite du péché : et elle a ainsi pénétré en tous (Rom. V, 12). »
```
Les saints Pères furent des bois bien que desséchés à la racine de l'arbre, ayant néanmoins une confiance très assurée dans l'arrivée du Sauveur; ils habitaient en ce monde, semblables à des voyageurs et à des étrangers, n'ayant rien et possédant tout. (II Cor. VI, 10) Ils châtiaient leurs corps avec ses vices et ses concupiscences, ils allaient pleurant et jetant leurs semences (Psal. CXXV, 6). 
```

Aussi l’un d'eux s'exprime ainsi : « je me suis retourné dans mon chagrin, tandis que l'épine pénètre dans mon cœur (Psal. XXXI. 4). » Pour faire éclater sa gloire et pour renverser la sagesse humaine, Dieu a daigné naître d'une femme vierge, issue de la tige épineuse des Pères, prendre un corps afin de devenir semblable à l'homme, de guérir le contraire par son contraire, d'arracher l'épine vénéneuse et de déchirer avec puissance la cédule de condamnation du péché. 
Par ce sexe féminin l'humilité se montre avec éclat, la gloire et la majesté d'une vierge nous vient en aide et la grâce chasse le péché. Ève fut donc une épine et Marie une rose : Ève une épine en blessant, Marie une rose en adoucissant les sentiments de tous les hommes. Ève épine en donnant à tous la mort : Marie rose en rendant à tous le salut. 
Du suc de l'écorce de l'épine on fait une sorte d'encre : de votre esprit charnel naît le flux de la concupiscence qui, péché actuel dans Adam et Ève, transmet dans leur postérité le péché originel. C'est de lui que l'Apôtre s'écrie : « la lettre tue, l'esprit vivifie (II Cor. III, 6). » Comme s'il disait : « Par un homme la mort, et par un homme la résurrection : et de même que tous périssent en Adam, ainsi tous seront vivifiés en Jésus-Christ (I Cor. 15, 22). » 
Marie fut une rose blanche par la virginité, rouge par la charité: blanche quant au corps, rouge quant à l'âme; blanche par la pratique de la vertu, rouge par son triomphe sur les vices ; blanche par la pureté de ses affections, rouge par la mortification de la chair, blanche par l'amour de Dieu, rouge par sa compatissante à l'égard du prochain » (Saint Bernard, sermon sur la Bienheureuse Vierge Marie)
Venustate vernans rosa, sine culpe spina… La beauté de la floraison de la rose, sans faute d'épine (l'épine représentant le péché), Gautier de Coinci, Les Miracles de Nostre Dame.
La rose règne en reine sur toutes les fleurs, par la richesse de sa couleur pourprée et le suave parfum de son odeur ;  orelle fleurit au sommet d'un informe et rude buisson. Dans la rose, l'Eglise et les Pères voient l'image et la figure de la Vierge Marie, qui tient autant de la nature viciée dont elle sort, que la rose tient de la piquante épine qui lui donne naissance. Telle est l'idée de l'Eglise, quand elle appelle Marie rose mystique : tel est le sentiment des Pères, quand ils appellent la Vierge rose odorante, rose sans épines ; sentiment exprimé avec tant d'élégance, et une si vive clarté, par le poète Sédulius, écrivain distingué du IVe siècle, dans le 2e livre de son chant pascal :
Ac velut e spinis mollis rosa surgit acutis
Nil quod lœdat habens, matremque obscurat honore,
Sic, Evœ de stirpe sacra veniente Maria,
« Comme une tendre rose s'élève, dit-il, au milieu des épines aiguës, n'ayant rien en elle-même qui blesse, et devient supérieure à sa mère; ainsi sainte Marie en naissant de la souche d'Ève a expié, Vierge nouvelle, le crime de la Vierge antique ».
Saint Grégoire le Thaumaturge de Néocésarée l'appelle « Fleur immaculée de la Vie » : « Ave gratia plena, fons lucis quae illuminat omnes in ipsa credens, spiritualis Oriens, flos vitae immaculatus »: Le péché originel s'attaquait à la vie, puisque l'homme et la femme en furent punis par la mort, mais dans la Dormition, la Vierge serait élevée au Ciel sans avoir connu la mort, et elle est appelée fleur de la Vie comme source de Vie. On l'appelle aussi « Rose éclatante du Paradis » (sainte Gertrude d'Helfta) car là où le serpent avait donné la mort et la terre de poussière, Marie rend la vie et redonne le paradis  perdu par la faute originelle.Il s'agit d'un privilège absolument unique d'une créature unique, appelée Nouvelle Eve.
La rose et le jardin furent toujours le symbole du Paradis terrestre avant la Chute originelle et aussi des vertus. « parce que Dieu qui distribue ses dons par mesure aux saints lui en a donné la plénitude. Que tout ce qui est en elle est paradis et simplicité, grâce et vérité, miséricorde et justice, qu'elle est sans tache (immaculata), pure et sans défaut. Je l'appelle Jardin des délices de Dieu (Hortus deliciarum) dans lequel il a rangé toutes les vertus comme des fleurs qui sont dans un parterre. Que ce Jardin est fermé  (Hortus conclusus) parce qu'il n'a pu être confondu par aucune des ruses et adresses du démon et qu'elle est une fontaine scellée du sceau de la Trinité d'où découle la Source de Vie et de la Lumière. » Or la rose est la reine des fleurs.
La fleur (rose, lis) était enfin le symbole mystique de l'Amour puisque Marie est aussi l'Épouse et la Fiancée par excellence (Cantique des Cantiques) : La rose évoque le Cantique des Cantiques où le mot lys et parfois traduit par rose : « Comme une rose parmi les épines est ma bien-aimée parmi les jeunes filles ! » Cette rose a cependant des épines, car la fiancée du Cantique n'est pas la Vierge Marie. Marie est la Fiancée inépousée, « Plus bele que flor »

## Marie, rose mystique dans laprièreet dans lerosaire

### Rose de Saron, ou Fleur du Carmel en Israël

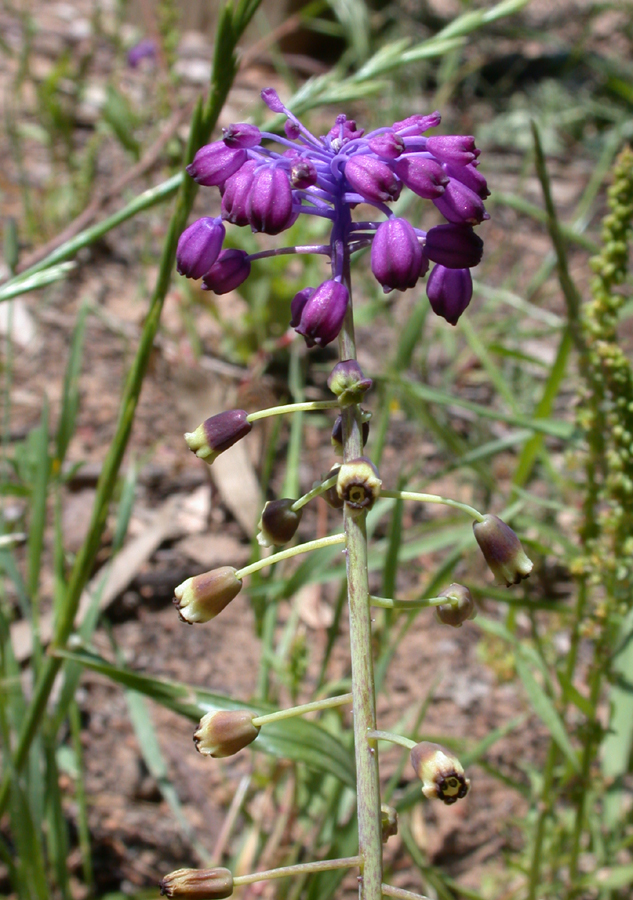
Fleur Leopoldia bicolor de la plaine de Saron, Israël

La première image symbolique est celle de la fertilisation du désert de l'âme, laquelle sans la prière se couvrirait de ronces et d'épines, symboles des péchés. L'inventeur du chapelet  serait saint Antoine Le Grand, solitaire dans le désert d'Égypte (Thébaïde) : or on lit en Isaïe 35,1 : « Le désert et la terre aride se réjouiront ; la steppe sera dans l'allégresse, et fleurira comme le narcisse. Il se couvrira de fleurs et tressaillira, il poussera des cris de joie. La gloire du Liban lui sera donnée, avec la magnificence du Carmel et de Saron. Ils verront la gloire de Yahweh, la magnificence de notre Dieu! »
Ce nom de fleur (en hébreu est parfois traduit par « rose » au lieu de « narcisse » comme dans le Cantique des Cantiques  2:1 (Rose de Saron) : « The wilderness and the solitary place shall be glad for them; and the desert shall rejoice, and blossom as the rose ». Il s'agit du mot chabatstseleth חבצלת au sens indéterminé qu'on traduit par : fleur, pancratium, crocus, colchique, narcisse, et par extension lis, rose. La « rose de Saron » peut être également associée à la « Fleur du Carmel », autre appellation symbolique de la Vierge Marie, le Carmel étant la Montagne mystique par excellence, Mont qui jouxte la plaine de Sharon.

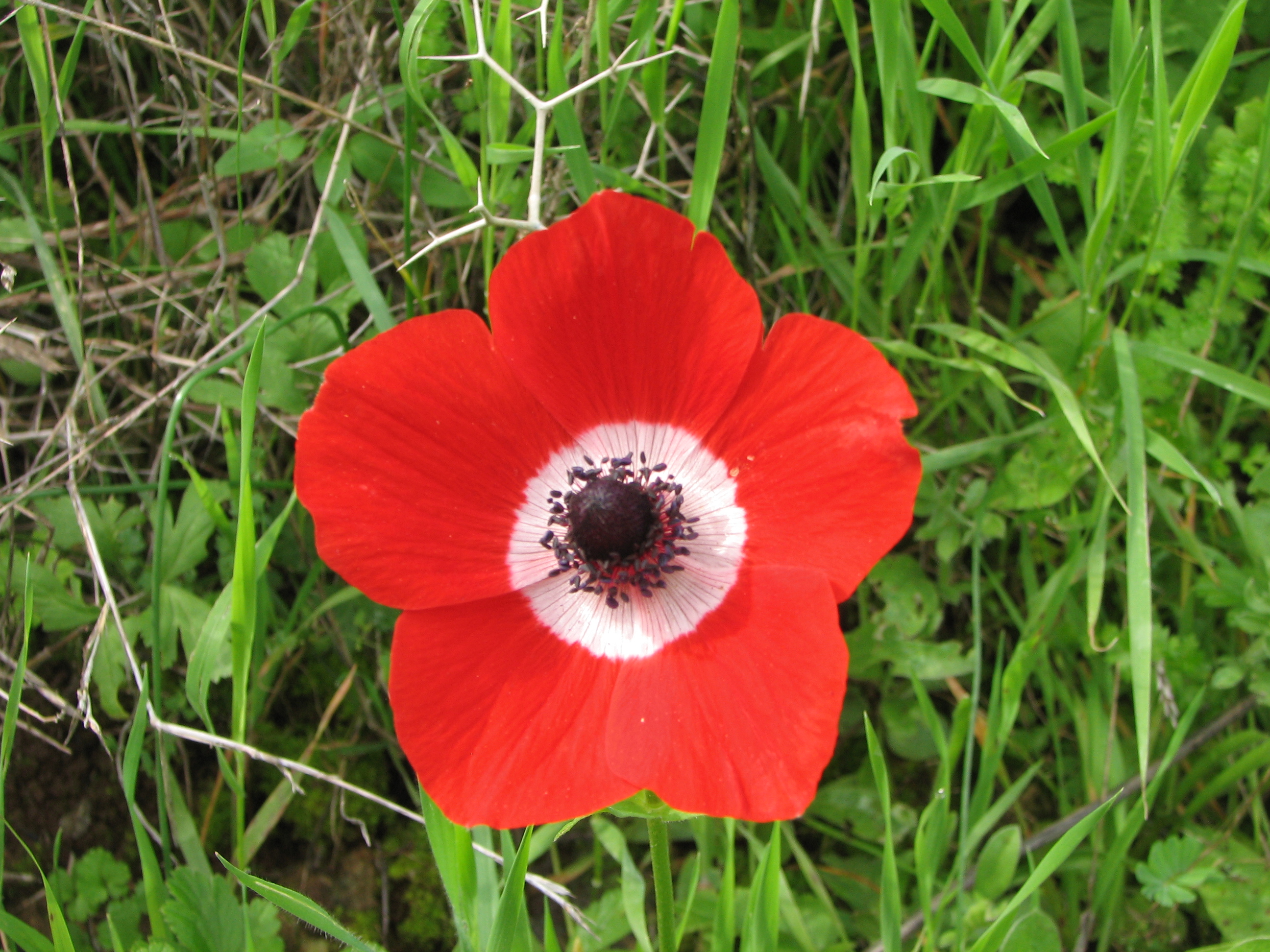
Anémone du Mont Carmel

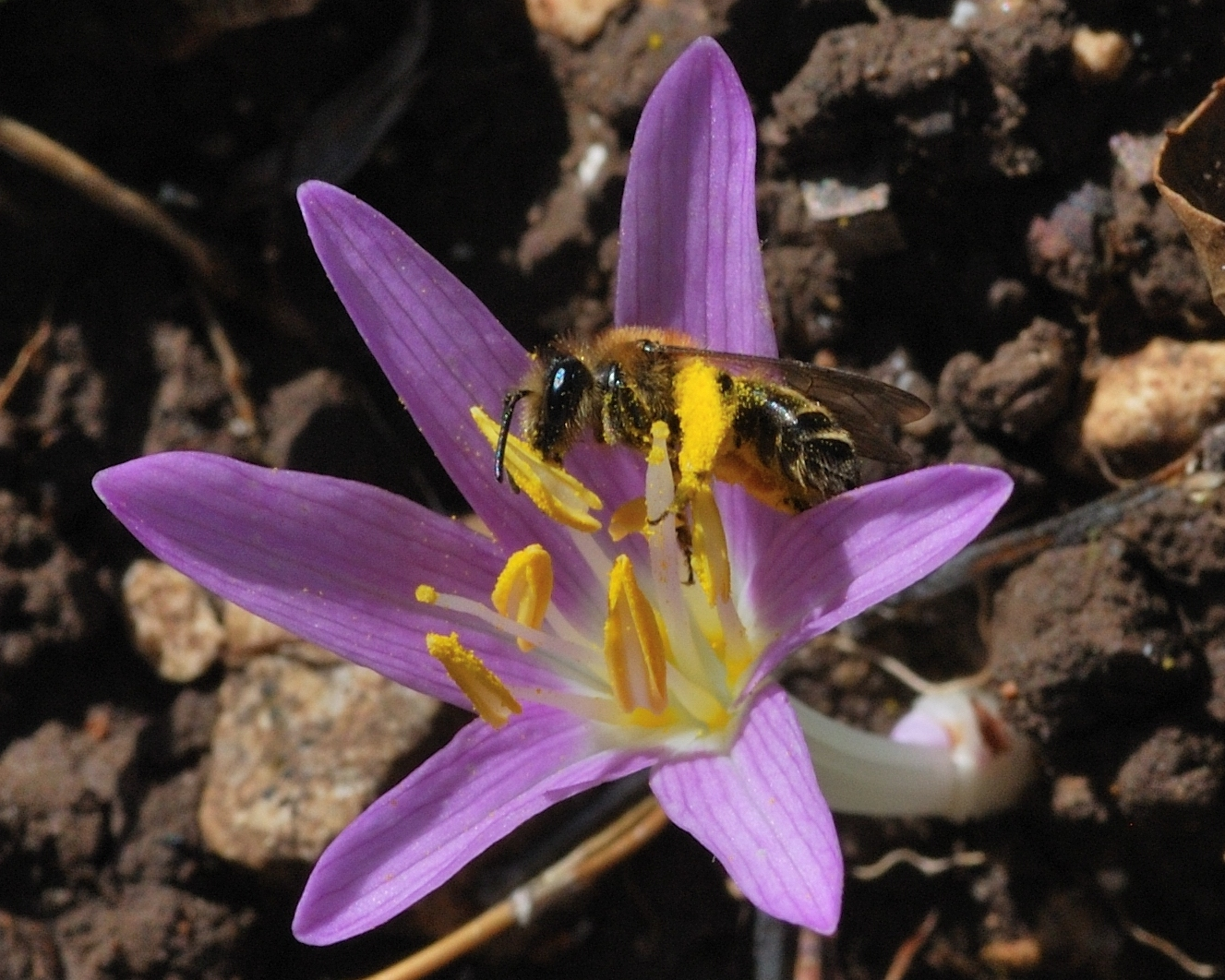
Colchicum stevenii

### La fleur du styrax et la prière en Orient
L'autre image est celle du Parfum de roses, métaphore de la prière. La rose signifiait la bonne odeur de la prière, activité mystique, et de la piété dans le symbolisme floral. C'est dans le livre du Siracide qu'est exprimée la vertu de piété comparée aux fleurs odoriférantes et aux arbres : « J’ai grandi comme le palmier d’Engaddi, comme les plants de roses de Jéricho…  Écoutez-moi, fils saints, et croissez comme la rose qui pousse au bord d'un cours d'eau. Comme l'encens répandez une bonne odeur et fleurissez comme le lis ».
La rose entre dans la composition de nombreux parfums et son odeur s'élève vers le Ciel, dont peut-être celui de Marie-Madeleine lorsqu'elle oignit Jésus d'un « nard précieux ». Dans un ouvrage du XIXe siècle on lit que « Cette céleste Rose a une propriété merveilleuse : elle est multiple et variée dans son odeur, comme l'était au goût de chaque Israélite la manne du désert : elle répand l'odeur du cinnamome et du baume, elle exhale les parfums de la myrrhe, elle remplit les lieux où elle fleurit des vapeurs du styrax, de l'onyx et de la goutte d'encens qui a coulé d'elle-même ; ses parfums sont un baume pur et sans mélange  (Ecclésiatique, XXIV) ».
Cette fleur indéterminée, dont le nom est difficile à traduire, peut aussi évoquer la fleur de styrax qui ressemble à un lis ou à un narcisse. À Méounes-lès-Montrieux, en Provence, poussent dans la forêt aux alentours de la chartreuse de Montrieux, des aliboufiers, (styrax officinalis) : Les graines de styrax servaient aux chartreux à fabriquer des chapelets appelés "chapelets des chartreux". Ils récoltaient aussi la gomme aromatique (storax) dans des fioles, qu'ils donnaient à leurs amis. Cette gomme entrait dans la composition du parfum de l'onction dont Dieu donne à Moïse la composition et avait un sens éminemment symbolique, puisque le Messie est l'Oint de Dieu (Christos / Χριστός en grec).
«  La jeune plante était l'image de la prière. Cette plante s'élevait au milieu des autres et sa nature essentielle rayonnait sur toutes les autres plantes, comme la leur sur elle : la vertu de prière elle aussi doit s'élever au milieu des autres actions de manière qu'elles soient toutes unies à elle… Comme les feuilles de cette plante sont très blanches, de même la prière doit être pure de toute souillure et de noirceur mortelle provenant des passions… La coagulation du suc résineux de cette plante, qui ne peut revenir à l'état de liquide ou de dissolution, représente la constance et l'assiduité dans la prière… L'espèce de farine qui sort du tronc de cet arbre sous l'effet de la morsure du ver qui habite dedans, représente sortant de l'intérieur de l'âme et résultant d'une sorte de ciselure de l'esprit, les paroles pieuses adressées à Dieu… Ces deux sortes de résine, lorsqu'on les met sur le feu, parfument toute l'atmosphère…   »
— Du Styrax ou de la Prière ,  Le Jardin Symbolique, trad. M. Thomoson, Clarkianus IX, manuscrit byzantin du XIIIe siècle
Le Père Hyacinthe-Marie Cormier, religieux dominicain compare, lui, le Rosaire à l'arbre parfumé du Liban  revenant au sens indéterminé de fleur odoriférante :
Voici comment il développe la métaphore : 
«  Semblable à l’arbre du Liban auquel on n’a point fait d’incision, j’ai rempli toute mon habitation d’un parfum délicieux. » C’est Marie dans son Rosaire qui nous parle ainsi. Mais pour comprendre l’application de cette figure, transportons-nous en Orient, sur la belle montagne du Liban si souvent citée, ou plutôt chantée par les Livres saints. Là vous trouvez certains arbres dont les branches, le feuillage et les fleurs ont la propriété de répandre une odeur délicieuse, non seulement dans leur voisinage immédiat, mais même à une certaine distance. Tout le jardin, toute l’atmosphère, l’arbre fût-il totalement caché, sont imprégnés de cette vapeur embaumée, dont les chastes parfums, en même temps qu’ils réjouissent l’odorat, sont des éléments de santé et de vie. Le Rosaire est figuré par cet arbre à parfum ; et ses émanations étendent leur bienfaisante influence à toute l’habitation, c’est-à-dire à toute la vie.  »

### La Rose en Occident

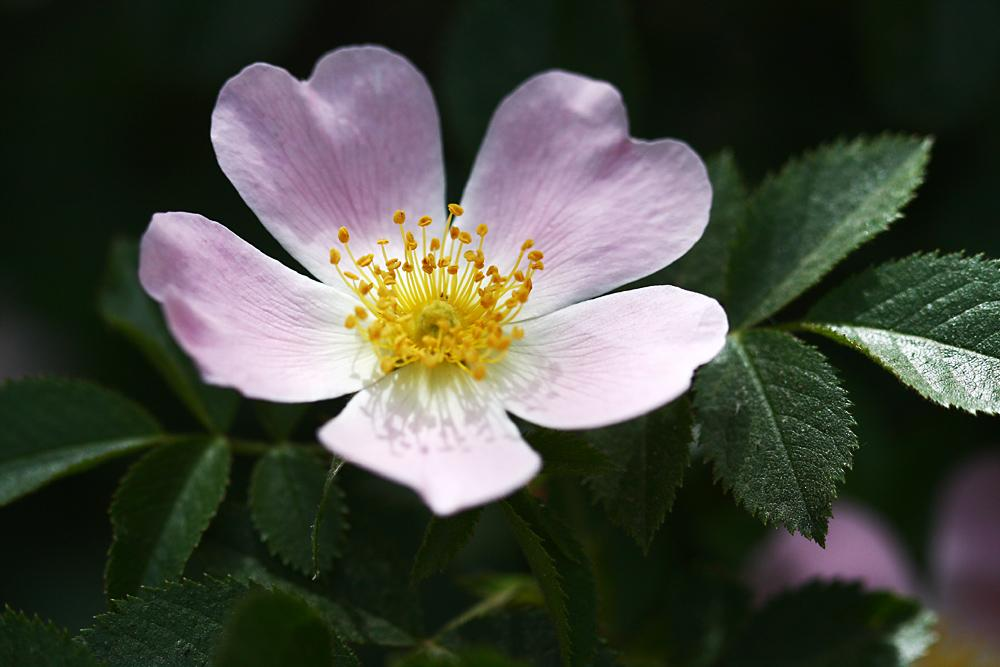
Rose d'Israël

Ainsi au XIIIe siècle la rose devient pour l'Occident le symbole de la prière, car elle exhale son parfum tel le nard ou l'encens vers le ciel, tandis qu'en Orient, du moins dans ce texte, c'est le styrax, quoiqu'au Mont-Athos la couronne de rose serve aussi de motif à l'enluminure des Évangiles. La rose de Saron ou la Fleur du mont Carmel devient par extension toutes sortes d'arbres à fleurs odoriférantes, sur la montagne du Liban.
Un exemple tiré de la pharmacopée : L'Eupatorium Lallavei, que l'on désigne au Mexique sous les noms de Rosa-Panal ou Rosa-Maria, fournit naturellement par exsudation une résine qui est employée dans le pays comme céphalique. C'est une matière de couleur jaunâtre, claire dans certains points, plus foncée dans d'autres, à demi-transparente et répandant une odeur qu'on ne saurait mieux comparer qu'à celle de l'encens. Sa saveur est très légèrement amère et aromatique. Elle se brise facilement en fragments qui ramollissent par la simple chaleur des doigts et devenant alors légèrement visqueux. À Mexico, Juan Diego Cuauhtlatoatzin cueille des roses sur un buisson en plein hiver, sur une colline désertique et desséchée à la demande de Notre-Dame de Guadalupe, en signe de la véracité des apparitions de la Vierge.
Dans la prière du rosaire : Le chapel était la couronne de roses qui se plaçait sur la tête des statues de la Vierge dans le culte populaire. Les Dominicaines de Colmar sont ainsi comparées à des roses épanouies dans un jardin. Dans les Cantigas de Santa Maria un chevalier tresse des guirlandes de roses, et chaque rose qui lui manque est remplacée par un Ave Maria. Pour Étienne de Bourbon ce Rosarium est constitué de cinq roses évoquant les cinq plaies de Jésus Christ. Pour Richard de Saint-Laurent ce sont des roses de Jéricho à 150 feuilles. La couleur rose était aussi symbole (couleur liturgique) de la joie (dimanche Gaudete ou Laetare), donc des joies et allégresses (gaudes) de la Vierge et de l'Incarnation. « Par sa couleur, symbole de la joie de l'Église, dont l'odeur figure les bonnes œuvres de la personne à honorer, alors que la rose elle-même, produit de la souche de Jessé, est mystiquement la fleur des champs et le lys de vallées dont parle l'Écriture, c'est-à-dire Jésus né de Marie. »

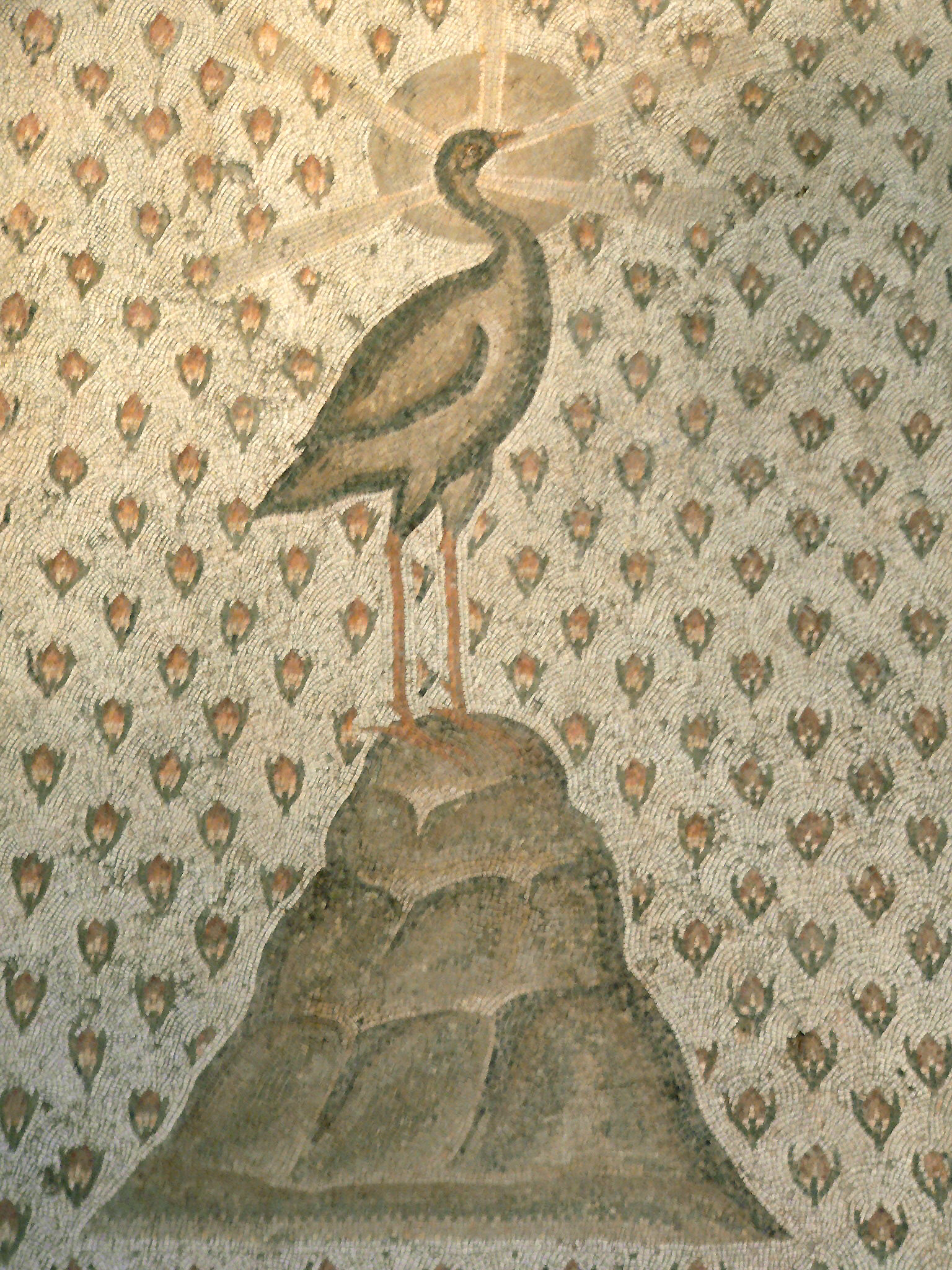
Phénix et semis de roses, détail. Mosaïque de pavement (marbre et calcaire), deuxième moitié du Provenance : Daphné, faubourg d'Antioche-sur-l'Oronte (actuelle Antakya en Turquie). Or, c'est à Antioche que les disciples de Jésus reçurent pour la première fois le nom de chrétiens (Actes des Apôtres)

La rose était cultivée pour produire des couronnes de fleurs, et souvent utilisée (ainsi plus tard, l’un de ses substituts esthétiques, la pivoine) pour le culte liturgique, et associée à des miracles, à des saints, à des interventions de la Vierge (Joret 1892: 284). Elle décore souvent les statues, chapelles et processions (Joret 1892: 115, 391-395). Le recueil Rosarius est composé d'un ensemble de récits de Miracles de Notre-Dame en ancien français.
Le chapelet catholique serait comme son autre nom de « rosaire » l’évoque un rituel dérivé de la bénédiction des roses de la liturgie dominicaine lui-même dérivé (sans doute vers 1250) d’une dévotion mariale faite sous forme de psautiers répétés comportant 150 (3 x 50) Ave Maria, l’usage de la rose étant déjà présent dans la symbolique chrétienne mystique et dans la symbolique païenne du Moyen Âge.
On fit donc rapidement un lien entre l'expression mystérieuse Rose Mystique et le nom de la prière du Rosaire, (le jardinet mystique, le buisson de roses) avec ses mystères, originellement Psautier de Notre-Dame, conforté par les récits où une rose sort de la bouche de ceux qui le prient avec piété. L'objet lui-même du rosaire était parfois fait de perles gravées de roses.
Au XVIIe siècle, le R. P. F. Raymond De La Dessou, prieur des PP. Dominicains de Lille écrit Rose mystique et ses divines odeurs plaines des Amours de la Sainte Vierge et le Père Antonin La Rose mystique effeuillée ou Le Saint rosaire expliqué, réédité au XIXe siècle : « Aux quinze mystères correspondent quinze dizaines d'Ave Maria. Et réciter le Saint-Rosaire, c'est effeuiller cette Rose mystique en parcourant de cœur les mystères pendant que nos lèvres prononcent les Ave Maria ». Saint Louis-Marie Grignion de Montfort au XVIIIe siècle  développe très longuement dans son langage le symbolisme  du rosaire et de la rose dans Le Secret admirable du très saint rosaire :
« Les feuilles vertes de ce rosier mystique expriment les mystères joyeux de Jésus et de Marie; les épines, les douloureux; et les fleurs, les glorieux. Les roses en boutons sont l'enfance de Jésus et de Marie; les roses ouvertes représentent Jésus et Marie dans les souffrances, et les roses épanouies montrent Jésus et Marie dans leur gloire et leur triomphe. La rose réjouit par sa beauté : voilà Jésus et Marie dans les mystères joyeux; elle pique par ses épines : les voilà dans les mystères douloureux; et elle réjouit par la suavité de son odeur : Les voilà enfin dans les mystères glorieux. Ne méprisez donc pas ma plante heureuse et divine.... »

### La rose plantée près du cours d'eau
Lourdes, la rose orientale :

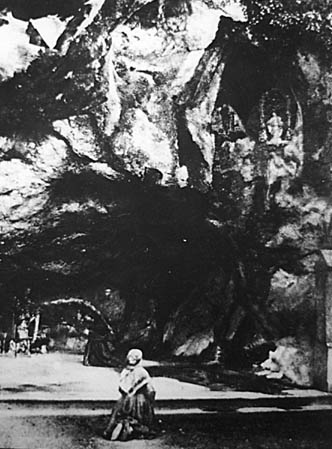
Bernadette, Lourdes

- Lourdes, sanctuaire marial, dont le nom viendrait de "rose" en arabe, El Ouarda : selon la légende de la conversion, au temps de Charlemagne d'un Sarrasin nommé Mirat qui rendit ses armes à la Vierge du Puy-en-Velay sur le conseil de l'évêque Turpin, et se fit prénommer Elouerda du mot arabe El Ouarda, la rose. Mais surtout, le sens des apparitions de la Vierge à Lourdes, explique aux fidèles chrétiens et à tous les hommes le sens exact du sermon de Saint Bernard sur « Marie, Rose sans épine », puisque se présentant le 24 mars 1858 fête de l'Annonciation comme l'Immaculée Conception, et le disant en patois à sainte Bernadette Soubirous Que soy era Immaculada Conceptiou. Bernadette ne comprend pas le sens de ces paroles, qui décrit le dogme de l'Immaculée Conception promulgué en 1854 par le pape Pie IX, cela signifie exactement comme rosa sine spina, qu'elle seule est née sans la tache originelle (ou péché originel) transmis depuis Adam et Ève, et que seul le baptême peut enlever. La Vierge apparaissant près d'un cours d'eau, une source, rappelle les paroles des Écritures et du Siracide : J’ai grandi comme le palmier d’Engaddi, comme les plants de rose de Jéricho .

## Dans les Arts

### Image de la rosace
- L'art médiéval du vitrail et des cathédrales est orienté vers la rosace symbole de la Vierge Marie, qui forme souvent le cœur de la rosace en vitrail. « À Chartres, la rosace nord, associée à l'étoile polaire et à la nuit, représente la glorification de la Vierge. Marie est entourée de douze colombes et d'anges porteurs des dons du Saint Esprit. Les figures de l'Ancien Testament représentent l'humanité qui attend la lumière du Christ. Toute la rosace est dans les teintes bleues »[24].

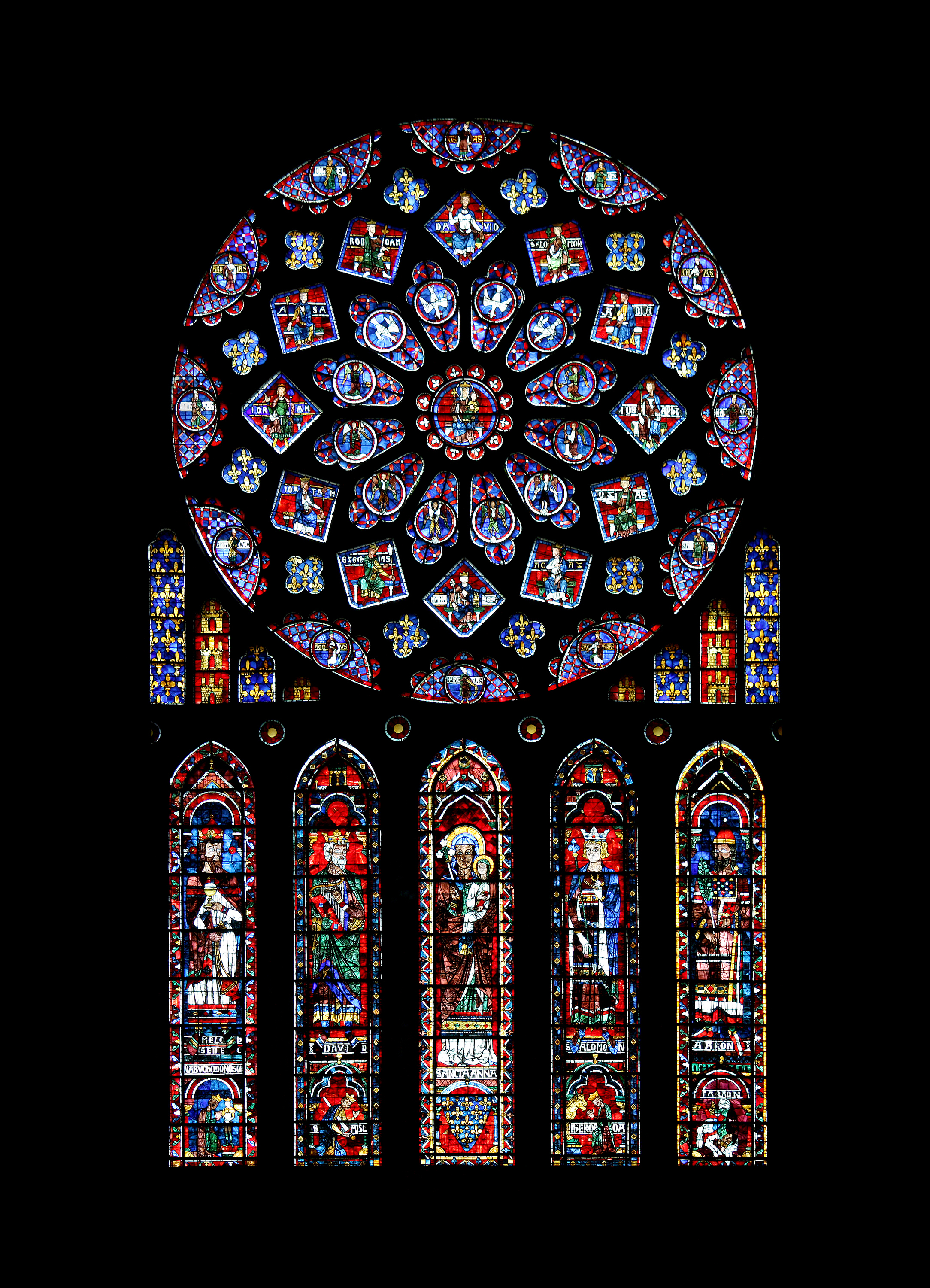
Rosace Nord de Notre-Dame de Chartres dont Marie est le centre.

- On trouve peu d'images de la Vierge dans une rose, sinon en Angleterre, pays des deux roses blanches et rouges (York et Lancastre). En revanche, La rose mystique pourrait illustrer le thème de la Vierge allaitant, dans un mystère, symbole du sein et de l'allaitement maternel et des icônes de type galaktotrophousa : une icône la montre enveloppée d'un manteau rouge telle une rose vermeille.

Les icônes russes orthodoxes de la Vierge Marie : la Vierge porte une sorte d'étoile sur le front et l'épaule de son manteau laquelle agrandie, a la forme d'une rosace ressemblant assez à celle des cathédrales.

### Image de la rose
La rose mystique est aussi représentée directement, sous forme de fleur, de manière figurative, comme par exemple à l'église Art-Déco Notre-Dame Auxiliatrice de Nice, réalisée entre 1926 et 1933.

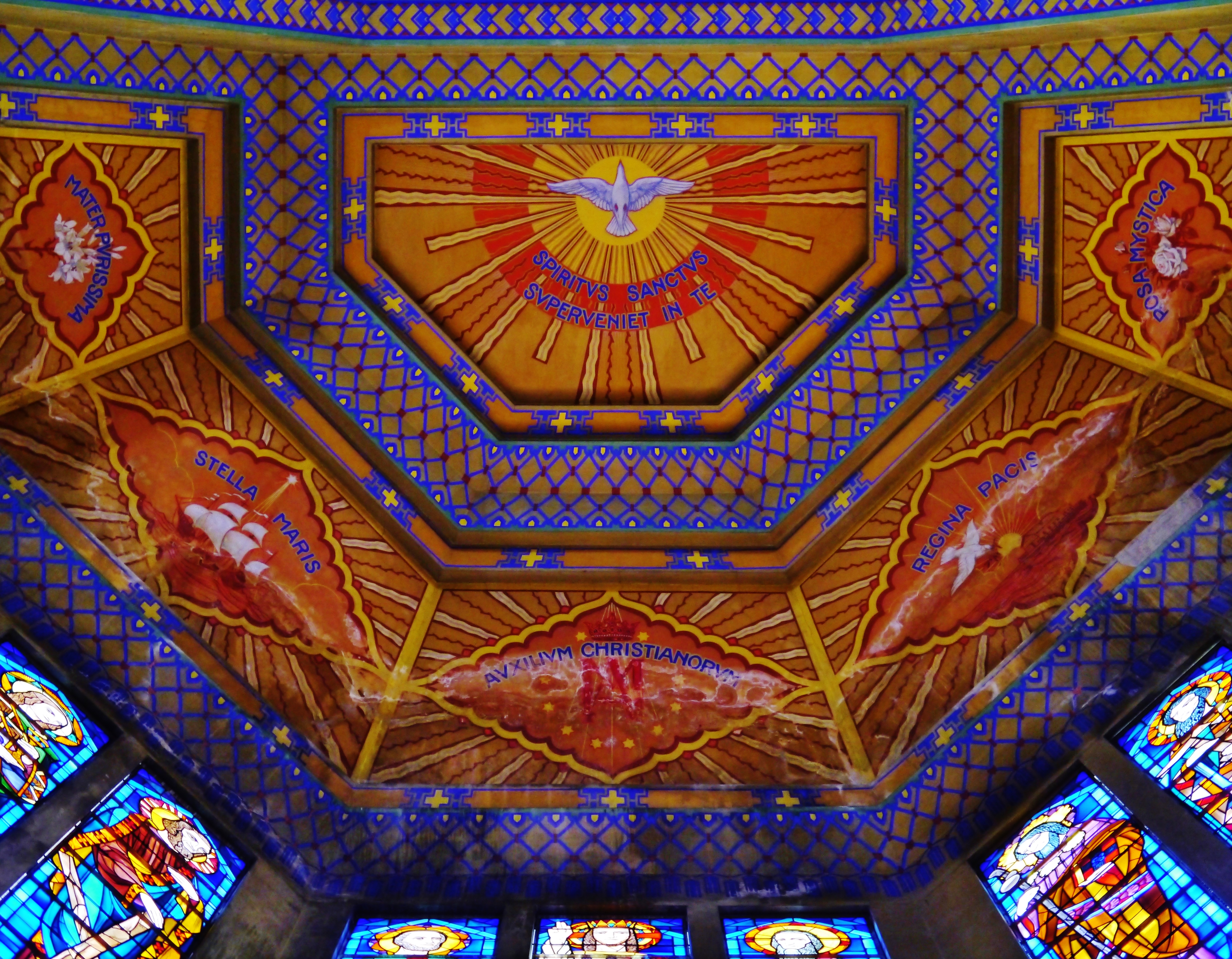
Chœur : à droite de la fresque, Rosa Mystica. Église Notre-Dame-Auxiliatrice, Nice, Alpes-Maritimes, France.

### Musique et poésie
«  C'est si bien l'imagination qui le plus souvent le domine dans. sa partie démonstrative et dogmatique que lorsqu'il traite, par exemple, du mystère de l'incarnation, saisi tout à coup d'enthousiasme à l'idée des beautés célestes de Marie, il fait un appel aux poètes, et les invite à la chanter, à la peindre assise sur un trône de candeur, brillante sur ce trône comme une rose mystique »
— Châteaubriand , Génie du Christianisme

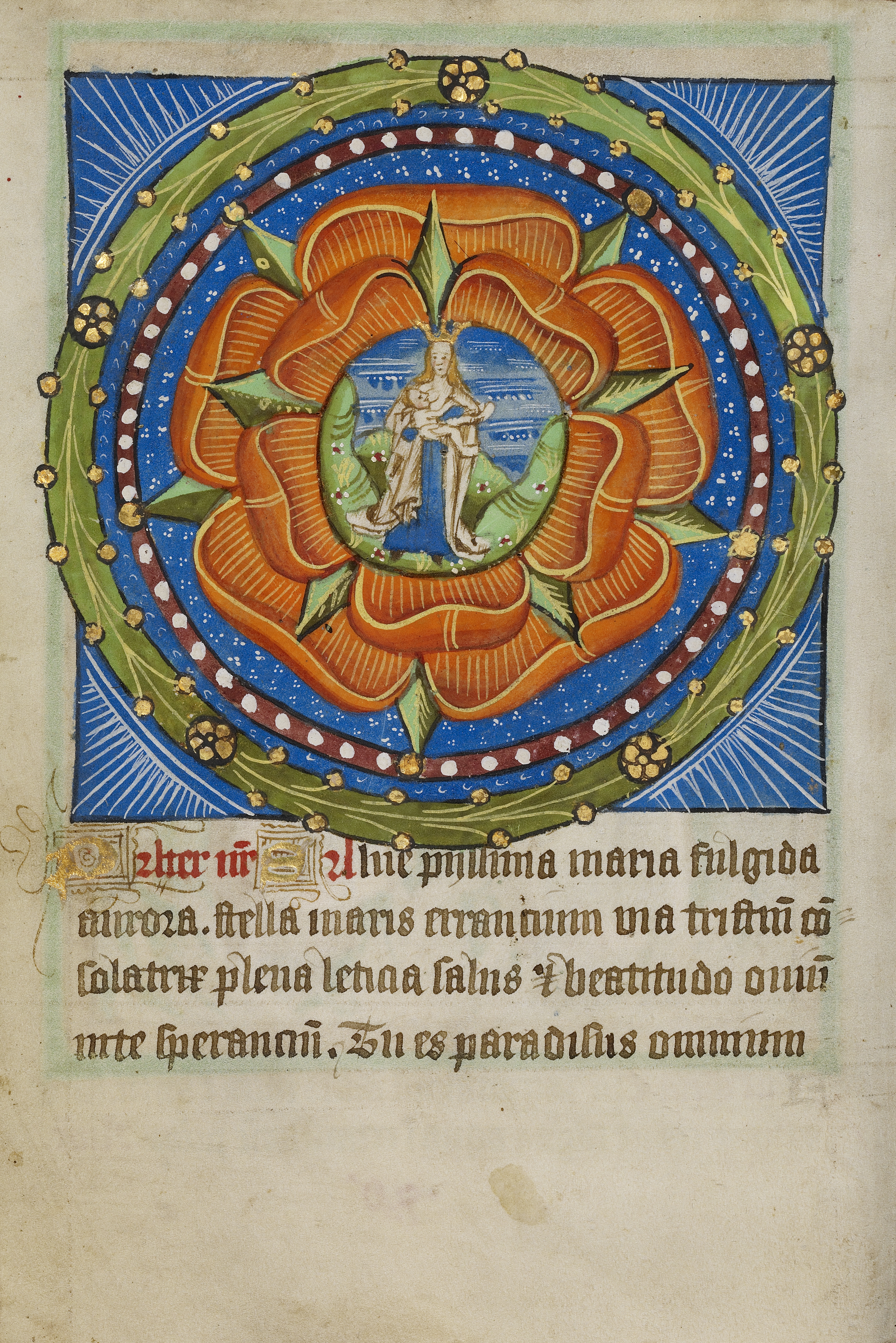
Manuscrit anglais sur le Rosaire, Getty Museum, Vita Christi

En plusieurs siècles on trouve la louange « Rose sans épines », rosa sine spina chez les poètes :
- XIIe siècle :

Pour le troubadour Pierre de Clairac Marie est Roza ses espina Sobre totes flors olens.
Elle est pour lui encore « l'églantier que Moïse trouva verdoyant au milieu des flammes ardentes… »
- XIIIe siècle  :

On trouve cette louange dans les poésies, les mots et une séquence liturgique : « Maria, rosa sine spina », « Marie, rose sans épines ». On la trouve dans la séquence grégorienne du 4e samedi de carême : « Reine de Vierges, Rose sans épines, vous êtes devenue la Mère de celui qui est Soleil et Rosée, Pain et Pasteur », puis en Angleterre, dont la rose est le symbole, des motets, des chants de Noël, depuis le XIIIe siècle et ensuite dans des poésies religieuses, les polyphonies du lyrisme italien de la Renaissance.
- Dans le Codex de Montpellier :

figurent de nombreux chants d'amour courtois dont la Rose de mai est l'emblème : 
est, ce m'est avis;
cele a qui m'ator
tant com coie, vis
n'avra de m'amor
Joie de delis
autre mes la flor
qu'est de paradis
Mere est au Signor
que si voz, amis
et nos a retor
Tous les commentateurs de Dante s'accordent à penser que le poète fait allusion à Marie Rose Mystique, dans quelques vers du « Paradis » de la Divine Comédie : « Pourquoi mon visage t'enamoure-t-il ainsi, que tu ne te tournes pas vers le beau jardin qui sous les rayons du Christ s'emplit de fleurs? Là est la Rose dans laquelle le Verbe divin se fit chair, et là sont les lis dont le parfum indique le bon chemin». Là se trouve dans le Cœur d'or de la Rose éternelle (Chant XXX, v.42) celle qui accueille les âmes dans la félicité céleste.
- XIVe siècle :

Tribum, O canenda, 

Colla iugo, 

Petre clemens ;

Almifonis melos/

 Rosa Sine culpe spina;

Douce playsence, 

Tuba sacrae fidei, 

In virtute, 

Decens Carmen, 

 (Philippe de Vitry)
- Un ravissant poème anglais médiéval pour la nativité, vers 1350, reprend ce refrain, en voici deux quatrains :

refrain :
Of a Rose is all any song

Listen, nobles and youngs 

How Rose at ouset spring

Is all this world I know None
I so desire that fair Rose…

In Bethleem that flower never seen

A lovely blossom bright of sheen
The Rose is Mary, heaven's queen

À Bethléem on voit une fleur que nul n'a jamais vue, cette rose est Marie, reine du Paradis, et de son ventre sort une fleur rose et un fruit (le mot blossom évoque peut-être à la fois la fleur et le fruit, rose ou fleur rose de cerisier). Ici la couleur rose de la fleur symbolise surtout le Mystère de l'incarnation, et de la nativité la chair rose de l'Enfant Jésus, le Fils de Dieu.) C'est la reprise d'une séquence antérieure au IXe siècle : « Écoutez, hommes de Galilée, a fleuri une Vierge, elle a enfanté un Dieu et un Homme, afin que Dieu nous rende la Paix » (Vir Galilei, floruit virgo Deum et Hominem genuit Pacem Deus ut reddidit)
Un autre poème dit : " Lady choicest blossoming, Rosa sine spina, You bore us Jesus, heavenly King, Gratia Divina…"
- Fin XVe siècle

- Dans un Livre d'Heures de Notre-Dame en France de la fin du XVe siècle (1490) on trouve cette louange dans les épithètes et louanges attribuées la Vierge, comme dans les litanies : Flos Florum, Rosa sine spina[28] Fleur entre les fleurs, Rose sans épines.
- Jacob Obrecht Antoine Brumel et Loyest Compere reprennent le même quatrain : Virgo clemens et pia, Candor vinces lilia, Es rosa sine spinoa, sanctorum melodia (motet Beata est Maria)[29]
- John Fawkyner (actif fin  XVe siècle) : Gaude rosa sine spina

- XVIe siècle

- Thomas Tallis, de Canterbury, XVIe siècle : Ave Maria rosa sine spinis, tu quam Pater in divinis majestate sublimavit, et ab omni ve purgavit (polyphonie, Trope de Ave Maria Gratia Plena)[30]

- XVIIe siècle

Les louanges classiques la vénèrent comme une « rose  éclatante du Paradis » dans l'ave Maria Saint Jean Eudes :
 Je vous salue, Marie, Lys blanc de la resplendissante et toujours immuable Trinité. 
Je vous salue, Marie, Rose éclatante d'un charme céleste 
- XIXe siècle

Écrivains et poètes profanes s'emparent alors de l'expression mystérieuse « rosa mystica » qu'on retrouve sous la plume d'Émile Zola, Gide, Rimbaud, Leconte de Lisle…
- Émile Zola est cependant un des seuls écrivains à se servir de cette expression dans un but « anti-catholique ».

- Ivan Merz est critique, en fait humoristique : « Elle était la Rose mystique, une grande fleur éclose au paradis, faite des Anges entourant leur Reine, si pure, si odorante, qu’il la respirait du bas de son indignité avec un gonflement de joie dont ses côtes craquaient » (La Faute de l'Abbé Mouret).
- André Gide dans des écrits inédits préparait un poème intitulé « Rosa mystica, Crocus, Narcisse…»

- Leconte de Lisle :

Tomba pour embaumer les vallons d’Israël,
Que les vents étaient doux qui passaient dans les nues !

- John Milton :« Flowers of all hue, and whithout Thorn Rose  » (Paradise Lost, 4.256)[33].
- Édouard Turquety dans le Recueil Amour et Foi a aussi écrit un poème intitulé « Rosa Mystica ».

### Orfèvrerie
C'est un symbolisme éloigné, la Rose d'Or signifiant l'Église.

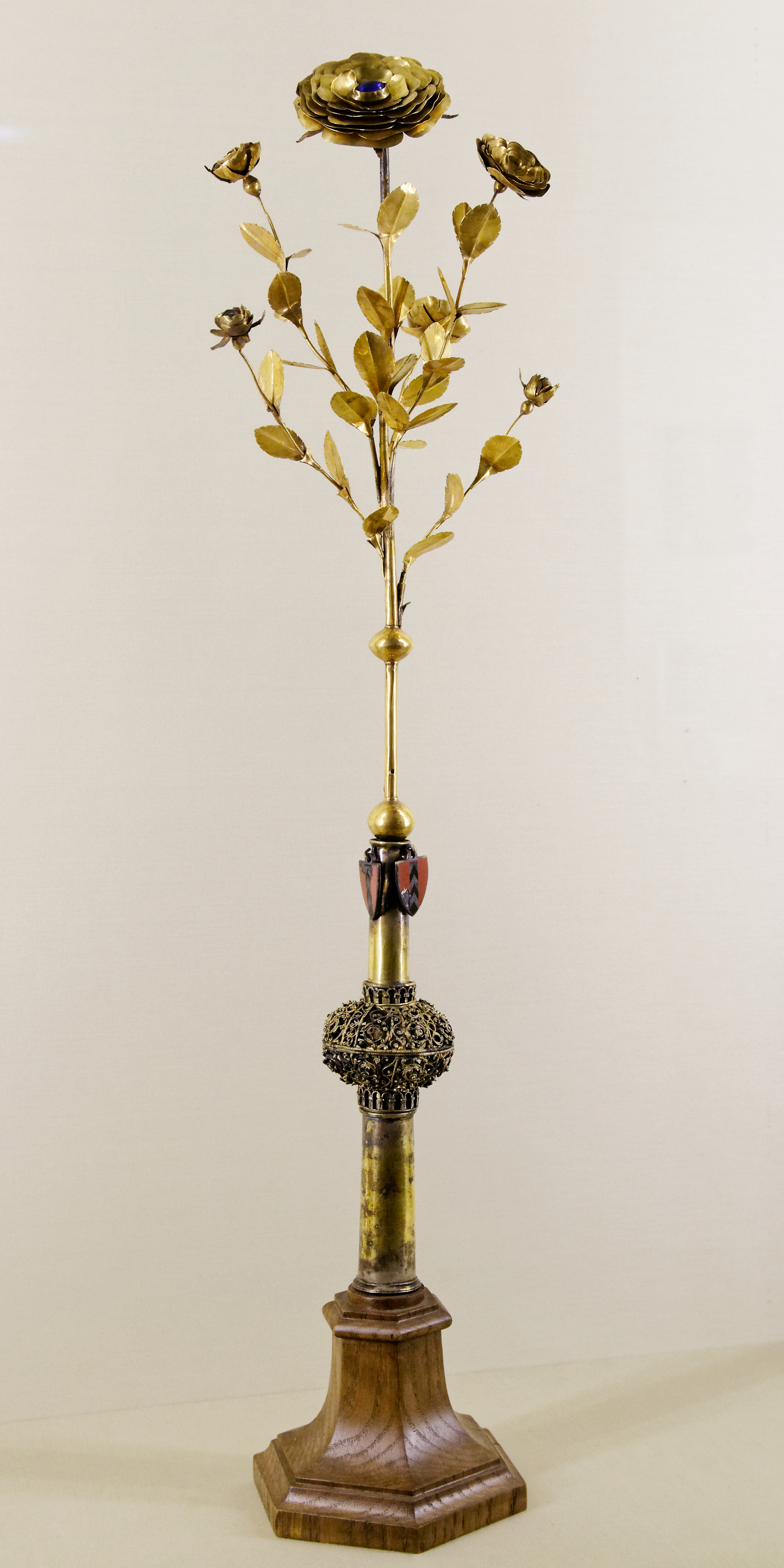
Rose d'or de Minucchio da Siena (1330), Musée national du Moyen Âge

- La rose d'or : Chaque année le Souverain Pontife offrait une rose d'or à une personnalité pour services rendus à l'Église. Elle est bénie « chaque année au dimanche de Carême, dont l'introït commence par Laetare  et qui s'appelle précisément, surtout à Rome, le « Dimanche de la Rose ». Tous les papes, depuis saint Léon IX bénissent annuellement et solennellement, au dimanche de « Laetare ». Le pape bénit la Rose d'or dans la salle des Parements ; il l'oint du saint chrême et répand dessus une poudre parfumée, selon le rite usité autrefois ; et, quand le moment de la messe solennelle est arrivé, il entre dans la chapelle du palais, tenant la fleur mystique entre ses mains. Durant le saint sacrifice, elle est placée sur l'autel et fixée sur un rosier en or disposé pour la recevoir ; enfin, quand la messe est terminée, on l'apporte au pontife, qui sort de la chapelle, la tenant encore entre ses mains, jusqu'à la salle des Parements. Il est d'usage assez ordinaire que cette Rose soit envoyée par le pape à quelque prince ou à quelque princesse qu'il veut honorer; d'autres fois, c'est une ville ou une église qui obtiennent cette distinction. »[34]

Il est possible que la rose d'or ait le même symbolisme de Rose mystique. Un poème du XVIIe siècle de Martial de Brive, capucin, en paraphrase des Litanies de la Vierge Marie, le montre assez :
Rosa Mystica, Orá.
Fleur dont jamais l'éclat ne passe, 
Deux miracles, aymable Thresor 
Mystérieuse Rose d'or 
L' Honneur du Printemps de la Grâce: 
Rose qui semez d'ornement, 
Au parterre du Firmament 
Où toutes les fleurs sont  diurnes; 
Sainte Rose souvenez-vous 
Que la Rose aymant les espinés,
Vous oblige à avoir de l'amitié pour nous.
- La rose d'argent : La rose et les fleurs étaient aussi un  motif  médiéval d'orfèvrerie : Rose  d'or et rose  d'argent symbolisaient Marie. Dans le trésor de la cathédrale de Lausanne, à côte d'une image de la Vierge, en argent, est mentionnée : « Une Rose d'argent, donnée par le duc de Savoye ». Dans celui de la cathédrale de Genève, en plus des joyaux que renfermait la Sacristie ou Revestiaire, est placée « une Rose d'argent dorée, avec son pied de cuivre doré ». D'après Adolphe Napoléon Didron  ces roses d'argent paraissent être des ex-voto adressés à Marie, appelée dans les litanies « Rosa mystica », par allusion au dix-huitième verset du chapitre XXIV de l'« Ecclésiastique » (ou Siracide)[35].